# Lodovico Capponi seniore

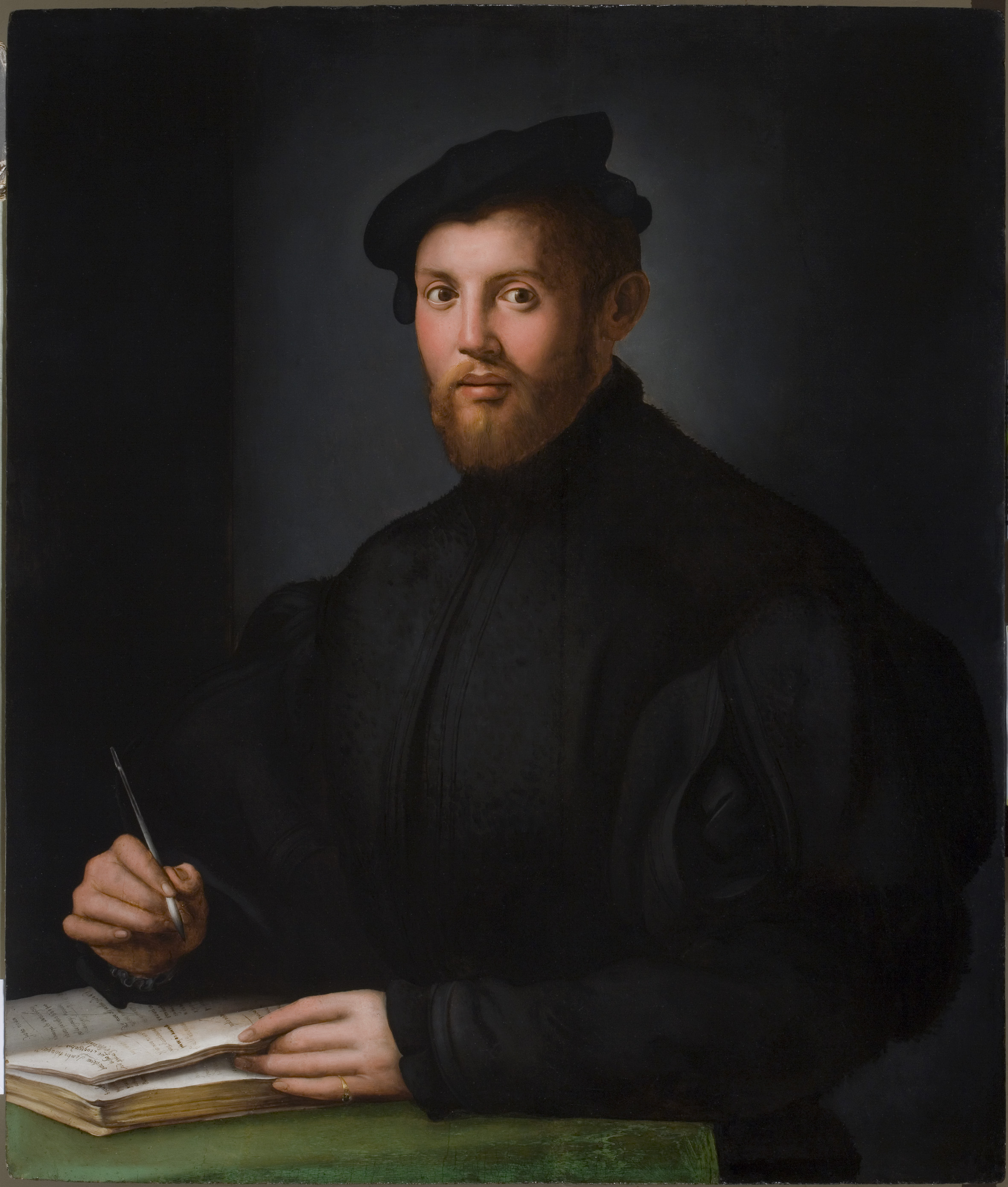
Ritratto di Lodovico Capponi seniore di Agnolo Bronzino

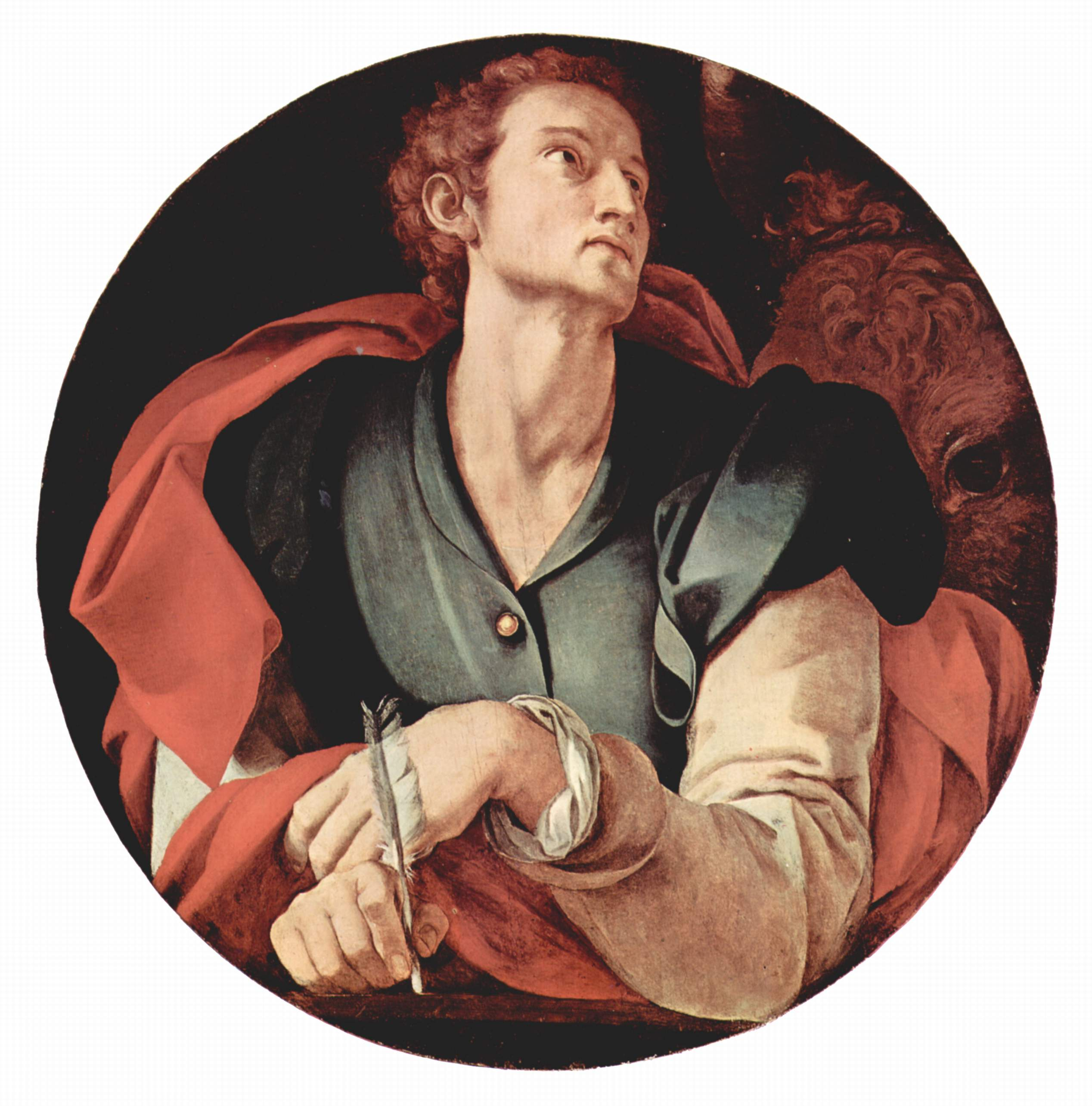
Pontormo o Bronzino, San Luca, tondo nella Cappella Capponi, commissionato da Lodovico Capponi, Santa Felicita, Firenze

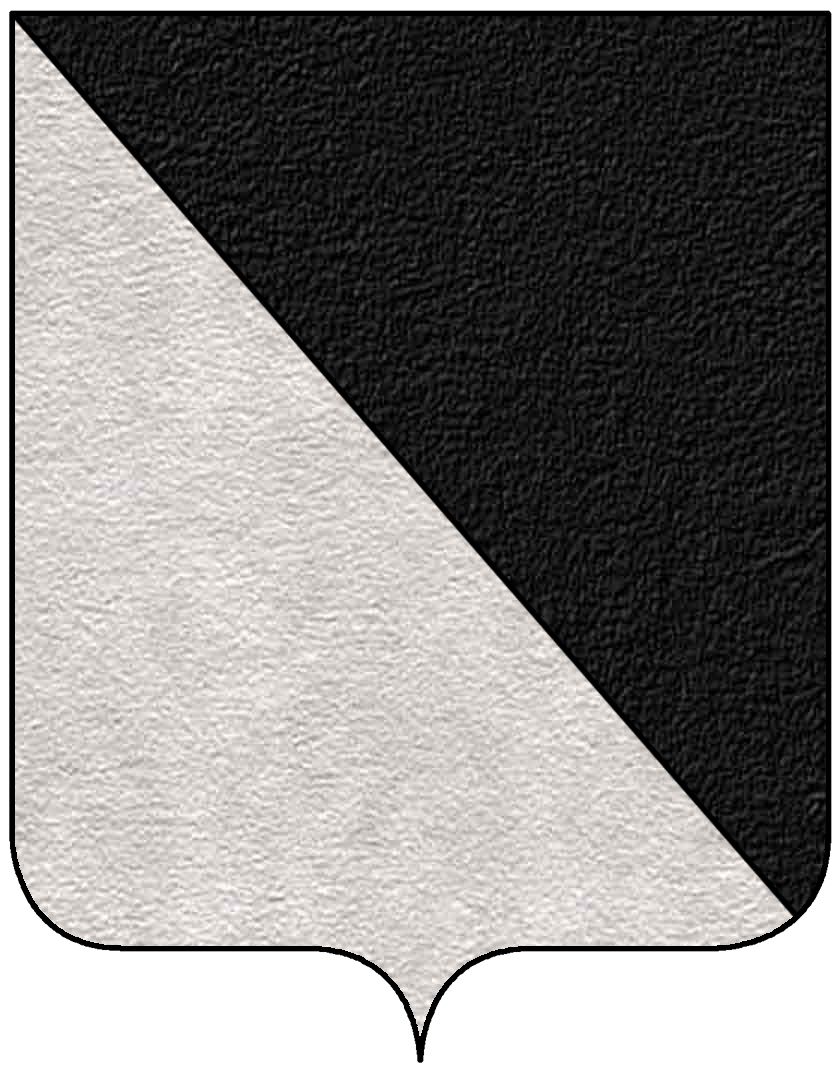
Stemma dei Capponi

Lodovico Capponi seniore (1482 – 1534) è stato un banchiere, politico, uomo di corte e mecenate italiano di Firenze, padre di Lodovico Capponi juniore.

## Biografia
Figlio di Gino Capponi e di Adriana Gianfigliazzi, fu banchiere fin da giovane, lavorando per il banco dei Martelli a Roma e sposandone una componente, Marietta. Nella città papale fu tra i promotori della fondazione della chiesa di San Giovanni dei Fiorentini. A Roma fu in contatto con i principali artisti della corte pontificia, compreso Raffaello.
A Firenze, dove era tornato dopo la morte di Leone X nel 1522, fu prima contrario al dominio mediceo e poi lo appoggiò.
Nel 1525, ormai quarantenne, iniziò a preoccuparsi per la sepoltura sua e della propria famiglia, acquistando dalla famiglia Paganelli la cappella già Barbadori, nella chiesa di Santa Felicita, dall'architettura brunelleschiana. Fu lui a commissionare al Pontormo la decorazione pittorica della cappella comprendente la famosa Deposizione. Poco lontano dal palazzo di famiglia, il palazzo Capponi delle Rovinate in via de' Bardi. I lavori durarono tre anni, fino al 1528, e compresero la realizzazione della pala, dell'affresco dell'Annunciazione e dei quattro tondi con Evangelisti, ai quali collaborò anche il giovane Agnolo Bronzino. Perduto è invece l'affresco col Giudizio Universale nella volta, distrutta nel Settecento per permettere l'affaccio in chiesa tramite il corridoio vasariano.
Nel palazzo Capponi stesso esiste una Madonna col Bambino, sempre di mano del Pontormo, che studi recenti hanno identificato come ex-paliotto della famosa cappella, trasportata solo in seguito nella cappellina privata del palazzo. Fu inoltre committente di Guillaume de Marcillat, Giovan Francesco Penni e Fra Bartolomeo.
Lodovico Capponi morì quando suo figlio aveva appena un anno, per cui all'infante venne dato il nome paterno: è il Lodovico Capponi juniore, ritratto in un celebre dipinto di Agnolo Bronzino, ora alla Frick Collection a New York.